# Пустовойтова, Анастасия Вячеславовна
Анастаси́я Вячесла́вовна Пустово́йтова (род. 10 февраля 1981, Есеник) — российская футболистка, футбольный судья. Мастер спорта России.

## Карьера

### Игрока
Включалась в список 33-х лучших футболисток сезона 1999.
С 2000 по 2003 год выступала за клуб «Рязань-ТНК», с 2003 по 2004 год играла в «Россиянке». В 2000 году стала чемпионкой России.
С 1996 по 1998 год играла за молодёжную сборную, с 1998 по 2003 год — за национальную сборную России. В её составе выступала на чемпионате Европы 2001 и чемпионате мира 2003.

### Функционера
В 2005 году была приглашена на должность администратора в московское «Динамо», в 2010—2017 годах работала в команде начальником отдела проведения соревнований.

### Судьи
После завершения игровой карьеры стала судьёй. Обслуживала матчи женского чемпионата и Кубка России. С 2009 года работала на женских международных турнирах. Судила матчи футбольного турнира на Универсиаде 2009, матчи юниорского чемпионата Европы 2010, отборочные матчи на юношеский чемпионат Европы 2012 и чемпионаты Европы 2013 и 2017.
В 2010 году РФС признал её лучшим судьёй России среди женщин.
23 марта 2012 года впервые в России стала судьёй мужского матча. Была назначена на встречу молодёжного первенства между ЦСКА и «Локомотивом». В этом матче показала пять жёлтых карточек и одну красную — игроку ЦСКА Давиду Хурцидзе за нецензурную речь в адрес судьи.
По итогам сезона 2011/12 вновь получила премию «Лучший арбитр России среди женщин» от РФС. Вошла в топ-10 лучших женщин-судей 2017 года по версии Международной федерации футбольной истории и статистики.
В 2018 году должна была судить финальный матч женского Кубка Алгарве, но из-за непогоды матч не состоялся.
В апреле 2019 года стала героиней выпуска на ютуб-канале «КраСава» Евгения Савина.
В 2019 году судила финал женской Лиги чемпионов УЕФА.
19 сентября 2019 года была включена в список арбитров, которые будут обслуживать матчи ПФЛ.
8 марта 2020 года впервые назначена резервным арбитром на матч российской Премьер-лиги между «Локомотивом» и «Ахматом» (в качестве резервного судьи).
17 апреля 2021 года провела матч «Чертаново» — «СКА-Хабаровск», став первой женщиной в качестве главного арбитра ФНЛ.
3 августа 2021 года назначена арбитром на финальный матч Швеция — Канада женского турнира Олимпийских Игр в Токио.
Позже занялась подготовкой судей-женщин в Саудовской Аравии.

## Достижения
Рязань-ТНК
- Чемпионка России: 2000